# Мост Акаши-каикјо
Мост Акаши-каикјо (明石海峡大橋 Akashi Kaikyō Ōhashi) или Бисерни мост је висећи мост, који повезује Кобе са острвом Аваји. Изградња је завршена 1998. године и има најдужи централни распон на свету, 1.991 m (6.532 ft; 1,237 mi). То је био најдужи висећи мост на свету у време свог отварања док га није претекао мост Чанакале 1915. Овај коловозни мост са шест трака повезује град Кобе, на главном острву Хоншу, у Ивеји, на острву Аваји, који је повезан (путем моста Онаруто преко теснаца Наруто) са острвом Шикоку на југозападу. Ова два моста, заједно са Великим мостом Сето између Којиме (Хоншу) и Сакаиде (Шикоку), главна су компонента мостовског пројекта Хоншу-Шикоку преко Јапанског унутрашњег мора.
Мост Акаши-каикјо има три распона. Централни распон је дугачак 1.991 m (6.532 ft), а сваки од два бочна распона премошћава 960 m (3.150 ft). Две главне носеће куле стоје 297 m (974 ft) изнад површине теснаца, што га чини једним од највиших мостова на свету. Централни распон је првобитно обликован тако да буде дугачак 1.990 m (6.530 ft), али земљотрес у Кобеу 1995. условио је да две куле, које су још биле у изградњи, буду још додатне три стопе (1 метар) удаљеније.
Мост Акаши-каикјо стоји у сеизмички нестабилном региону који такође доживљава неке од најтежих олуја на Земљи. Стога су инжењери тако користили сложени систем противтега, клатана и носача челичних решетки како би мост могао да издржи ветрове до 290 км на сат. Упркос тим баферима, мост се може проширити и скупити неколико метара у једном дану. Изазови које мост поставља инспирисали су иновације у ветротунелима и технологији израде каблова.

## Историја
Пре него што је изграђен мост Акаши-каикјо, трајекти су превозили путнике кроз мореуз Акаши у Јапану. Често су забележене несреће, због јаке олује, а 1955. године два су трајекта потонула у мореузу, током олује, усмртивши 168 људи. Ова трагедија је уверила јапанску владу да је неопходан мост. Првобитни план је захтевао мешовити железничко-друмски мост, али када је изградња моста почела у априлу 1988. године, изградња је била ограничена само на пут, са шест трака. Стварна градња започела је маја 1988. године и укључивала је више од 100 радника. Мост је отворен за саобраћај 5. априла 1998. на церемонији коју су организовали Нарухито и његова супруга Јапако из Јапана, заједно са министром грађевине.

## Структура
Мост има три распона. Централни распон је дугачак 1.991 m (6.532 ft; 1,237 mi) и друга два дела 960 m (3.150 ft; 0,60 mi). Мост је дугачак 3.911 m (12.831 ft; 2,430 mi) укупно. Две куле су првобитно биле 1.990 m (6.530 ft; 1,24 mi), пре земљотреса у Кобеу 17. јануара 1995.
Мост је дизајниран тако да може да издржи ветрове од 286 km/h (178 mph), земљотресе до 8,5 и јаке морске струје. Челични каблови имају 300.000 km (190.000 mi) жице: сваки кабал је 112 cm (44 in) у пречнику и садржи 36.830 жице.
Мост Акаши-каикјо има укупно 1.737 светла: 1.084 за главне каблове, 116 за главне куле, 405 за носаче и 132 за сидришта. Комплети три високоинтензивне сијалице у црвеној, зеленој и плавој боји налазе се на главним кабловима. РГБ модел у боји и рачунарска технологија омогућавају различите комбинације. Двадесет и осам образаца користи се за прилике као што су државни или регионални празници, дани сећања или свечаности.
Куле су смештене у подручју јаких плимних струја где брзина воде прелази 7 чворова (око 3,6 м/с).

## Трошак
Укупни трошкови се процењују на 500 милијарди ¥ или 3,6 милијарди евра (курс из 1998). Планира се да ће то бити враћено наплаћивањем путарине за прелазак преко моста. Она износи 2.300 јена, а мост користи око 23.000 аутомобила дневно.